# Пралине
Пралине́ (фр. praliné) — густая жирная масса из перетёртых жареных орехов и сахара, с возможными дополнительными компонентами (кондитерским жиром, какао-маслом, ванилином), с массовой долей орехового жира не менее 10 %. Пралине в основном используют для начинки конфет и шоколада.
По преданию, в 1671 году повар графа дю Плесси-Пралена, французского посланника в Испанских Нидерландах, впервые создал сладкий десерт, который позже назвали «пралине». Фирменный десерт содержал тёртый миндаль с другими орехами, перемешанный с засахаренным мёдом и комочками шоколада, затем начинка обливалась жжёным сахаром (подобием карамели) и подавалась к столу.
Не следует путать пралине с pralines — классическими шоколадными конфетами с начинкой ассорти, придуманными в Бельгии.

## Технология изготовления
Орехи или семена обжаривают, добавляют сахар и, интенсивно перемешивая, нагревают до расплавления сахара. Полученную массу выливают на смазанный маслом стол или противень и ожидают её остывания и затвердения, после чего дробят в ступке или на специальной машине меланжере. Затем растирают на вальцовке, при помощи мясорубки или другим способом.